# Baranîkivka, Kreminna
Baranîkivka (în ucraineană Бараниківка) este o comună în raionul Kreminna, regiunea Luhansk, Ucraina, formată numai din satul de reședință.

## Demografie
Componența lingvistică a comunei Baranîkivka
     Ucraineană (86,13%)
     Rusă (13,34%)
     Alte limbi (0,31%)
Conform recensământului din 2001, majoritatea populației comunei Baranîkivka era vorbitoare de ucraineană (86,13%), existând în minoritate și vorbitori de rusă (13,34%).